# Medwen-Gletscher
Der Medwen-Gletscher (bulgarisch ледник Медвен lednik Medwen) ist ein 2,5 km langer und 1,8 km breiter Gletscher auf der Ostseite der Johannes-Paul-II.-Halbinsel der Livingston-Insel im Archipel der Südlichen Shetlandinseln. Er fließt von den östlichen Hängen der Oryahovo Heights in östlicher Richtung zur Prisoe Cove, in die er zwischen dem Remetalk Point und dem Agüero Point einmündet.
Die bulgarische Kommission für Antarktische Geographische Namen benannte ihn 2005 nach der Ortschaft Medwen im östlichen Balkangebirge in Bulgarien.